# Guerra Civil de Cambodja
La Guerra Civil de Cambodja va ser un conflicte armat que es va donar en aquest país del Sud-est d'Àsia entre 1967-1975 pels guerrillers comunistes Khmers rojos encapçalats per Pol Pot contra el govern del President de la República Khmer, el mariscal Lon Nol. Aquest al març de 1970 va enderrocar al príncep Norodom Sihanuk en un cop d'estat, amb l'ajuda dels Estats Units a causa que Norodom tenia simpatia amb la lluita de Vietnam del Nord i el Vietcong contra el govern de Vietnam del Sud i les forces armades nord-americanes durant la Guerra del Vietnam i la República Khmer va ser proclamada.

## L'esclat de la guerra civil
L'11 de març de 1967, quan el príncep Norodom Sihanuk estava de visita a França, va esclatar una rebel·lió a l'àrea propera a Samlaut a la província de Battambang, on els enardits vilatans van atacar a una brigada de cobradors d'impostos. Amb el valor dels quadres de dirigents locals del Partit Comunista Cambodjà (PCC) la insurrecció va cobrar força a la regió. Lon Nol, actuant en absència del príncep però amb el seu permís, va respondre decretant la llei marcial; centenars de camperols van ser assassinats i els llogarets van ser destruïts durant la repressió. Quan Norodom tornar al març va abandonar la seva posició centrista i personalment va ordenar l'arrest de Khieu Samphan, Hou Yuon i Hu Nim líders del "contragovern" i tots els que van poder escapar cap al nord-est. En aquest any el PCC va fer sorgir als Khmers Rojos, encapçalats per Pol Pot, Ieng Sary i Son Sen-el líder maoista dels "maquisards" -, la guerrilla va ser anomenada així per l'ètnia khmer la qual és predominant a Cambodja. El 17 de gener de 1968 va ser llançada la primera ofensiva de la guerrilla, que no tenia més de 4.000-5.000 efectius, en bona part del territori nacional, amb el temps el nombre de guerrillers va créixer fins a 70.000. L'11 de maig de 1969 el príncep Norodom Sihanuk va donar la benvinguda al restabliment normal de les relacions diplomàtiques amb els Estats Units i va crear un nou Govern de Salvació Nacional amb Lon Nol com a Primer Ministre; va dir: "" Som una nova carta de joc, contra els comunistes asiàtics que ataquen el país abans de la fi de la Guerra del Vietnam "".
Al llarg del conflicte la guerrilla va rebre el suport de Vietnam del Nord i Xina que els enviaven armes com els fusells d'assalt soviètics AK-47 i AKM i Tipus 56 xinès (versió oriental de l'AK-47), de calibre 7,62 x 39 mm, la carabina semiautomàtica SKS del mateix calibre, metralladores lleugeres RPK del mateix calibre, metralladores PKM de calibre 7,62 x 54 R; bazucas RPG-7 i diverses mines antipersona. Van tenir assessoria de l'Exèrcit Popular d'Alliberament (EPL) de la Xina. En contrast Estats Units va enviar els fusells d'assalt M16 nord-americana de 5,56 x 45 mm, Heckler & Koch G3 alemany i FN FAL belga de 7,62 x 51 mm, al govern de Lon Nol.

### El cop d'Estat
El 12 de març de 1970 el primer ministre va tancar el port de Sihanoukville per als nord-vietnamites i va fer un ultimàtum al príncep Norodom Sihanuk per abandonar Cambodja en 72 hores -perquè aquest donava suport al comunisme-, juntament amb el Vietcong i l'Exèrcit Popular del Vietnam del Nord (el 15 de març) en una acció militar. Norodom va partir, primer per Moscou (Unió Soviètica) i després per Pequín (Xina), demandant ajuda a l'Exèrcit Popular del Vietnam del Nord (EPVN) i al Vietcong per ser camarades dels Khmers Rojos. El 18 de març, després d'escoltar un enregistrament en què Sihanouk amenaçava executar just tornés a Cambodja, Lon Nol va requerir a l'Assemblea Nacional per votar pel futur del líder principesc de la nació i es va abolir la monarquia constitucional per proclamar la República Khmer de la qual Lon ser el seu primer president.

### La massacre de vietnamites
Els rumors concernents a una possible ofensiva de l'EPVN cap a Phnom Penh eren evidents per si mateixos. La paranoia es va apoderar d'una onada de violència contra 400.000 persones de l'ètnia vietnamita; Lon esperava usar als vietnamites com a ostatges contra les activitats del Vietcong i el EPVN pel que els va internar en camps de detenció. En ciutats i pobles del país soldats i civils cambodjans van assassinar als seus veïns vietnamites i el 15 d'abril del mateix any els cossos de 800 vietnamites (i també de sud-vietnamites) suraven en el riu Mekong. Vietnam del Nord, Vietnam del Sud i el Vietcong van condemnar i denunciar la massacre de les seves compatriotes, també els no cambotjans - fins i tot els que no eren membres de la comunitat budista - van condemnar els assassinats. Després d'això el govern del Vietnam del Sud ordeno a les seves tropes que evacuessin els uns 20.000 vietnamites de Cambodja.

### Atemptats contra el Primer Ministre i el president
El 21 d'agost de 1972 hi va haver un atemptat contra el Primer Ministre Sơn Ngọc Thành, per part dels Khemres rojos, durant el seu trajecte al Ministeri (a la capital Phnom Penh) quan una bomba va esclatar en un automòbil aparcat a la vora del camí. Tres guardaespatlles van resultar ferits i dos dels tres presumptes culpables van ser capturats pel cos de seguretat de Son. El 17 de març de 1973 (menys d'un any després) l'exoficial So Potha, gendre del deposat príncep Norodom Sihanuk, va segrestar un avió de combat i va deixar caure dues bombes sobre el Palau Presidencial; més de 20 soldats van morir i 35 van quedar greument ferits. Poques hores després el president Lon Nol es va dirigir per ràdio al país i va acusar «un grup de traïdors i enemics que volen destruir la República. Aquest va ser un clar atemptat per matar-me». En aquest mateix mes i any Norodom va visitar les «àrees alliberades» del país per la guerrilla, inclòs al lloc històric d'Angkor Vat, (que data dels segles IX i xiii) la silueta apareix en l'actual bandera de Cambodja; les seves visites van ser usades com a propaganda guerrillera i no com a influència real en assumptes polítics.

### La caiguda de Phnom Penh

L'ofensiva final contra Phnom Penh a l'abril de 1975

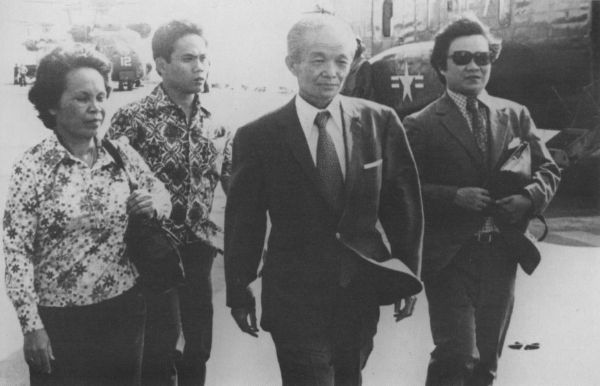
Saukham Khoy, successor de Lon Nol com a President de la República Khmer, arriba a l'USS Okinawa el 12 d'abril de 1975 després d'haver estat evacuat de Phnom Penh.

El 12 d'abril de 1975-davant l'avanç dels Khmers rojos -el personal de l'ambaixada nord-americana va ser evacuat juntament amb el president Lon Nol, molts estrangers, entre residents i periodistes corresponsals de diversos mitjans de comunicació, van evacuar la ciutat cabdal Phnom Penh abans de la seva caiguda en mans de Pol Pot. A les 10 del matí del 17 d'abril es va escoltar per ràdio la veu del general Mey Si Chan, de les Forces Armades Nacionals Khemeres (Fank), que va anunciar la rendició de la capital.
Quan els triomfants Khmers rojos van entrar a la capital del país aquest mateix dia, el poble cambodjà els va rebre amb alegria i flors creient que tot canviaria amb la fi de la guerra i l'arribada de la pau. Això va ser per influència de la fi de la Guerra del Vietnam amb la Caiguda de Saigon al Vietnam del Sud, en mans nord-vietnamites i del Vietcong el 30 d'abril d'aquest mateix any, i el triomf del Pathet Lao a Laos sobre el govern de Souvanna Phouma en aquesta època. Mai van imaginar que el pitjor vindria després.

## Els camps de la mort
Poc després del triomf dels Khmers rojos van fer que la població sortís massivament de Phnom Penh, de forma obligatòria, cap als camps de treball forçats per collir arròs. Allà van torturar i assassinar sota ordres de Pol Pot a centenars de milers de persones que no combregaven amb la seva ideologia; diverses persones que usaven ulleres van ser víctimes d'afusellament, pel sol fet d'usar-los i també els qui sabien llegir i escriure. Això va provocar un èxode massiu de refugiats cap al veí país de Tailàndia, els quals van estar als campaments humanitaris de la Creu Roja Internacional. Es va adoptar el nom oficial de Kamputxea Democràtica per al país. Norodom Sihanuk va renunciar al càrrec de Cap d'Estat a l'abril de 1976, la recentment elegida Assemblea Nacional, composta solament per membres del Partit Comunista de Cambodja, va proclamar nou president del país al fins llavors viceprimer ministre i comandant en cap de les Forces Armades Khieu Samphan.
En Phnom Penh el col·legi Tuol Svay Prey va ser convertit en centre de detenció i extermini. De les 17000-20000 persones que van passar per aquí, tan sols 12 van sobreviure.

## Invasió vietnamita
Entre 1977 i 1978 va haver-hi incidents fronterers dels Khmers Rojos amb les tropes del Vietnam, pel que aquest país (reunificat després de la Caiguda de Saigon), envair a Cambodja en 1979 acabant amb el terror i les violacions als drets humans que es feien en els camps de treball forçats i es van revelar al món les atrocitats dels Khmers Rojos. Es va proclamar la República Popular de Kampuchea, però no obstant això va continuar l'oposició armada dels Khmers Rojos fidels a Norodom Sihanuk i el país es va embolicar en un caos polític, econòmic i social. Norodom va ser cap d'un govern d'oposició a l'exili (1982-1987). Al setembre de 1989 Vietnam iniciar la seva fase de retirada de la nació; l'Organització de les Nacions Unides (ONU) va elaborar un pla de pau el 1990, que va ser acceptat per totes les faccions en conflicte, en el qual es preveia l'establiment d'un règim democràtic.
A 1991 Norodom Sihanuk va ser designat president del consell suprem nacional i va recuperar el tron en ser reimplantada la monarquia parlamentària de Cambodja el 1993 i es va constituir un govern de coalició, format pel comunista Partit del Poble Khmer (PPC) de Hun Sen, i el reialista Funcinpec, del príncep Norodom Ranariddh, fill del monarca. Aquesta coalició es va trencar a mitjan 1997, tots dos partits van prendre les armes i van iniciar durs combats a la capital i al nord del país. Hun Sen va prendre el poder després d'un cop d'estat i va anunciar eleccions lliures per a l'any següent (1998). Actualment la nació gaudeix d'una pau estable després d'haver patit la guerra i atroços violacions als drets humans.